# Slaget vid Samelinlakso
Slaget vid Samelinlakso ägde rum under det Finska kriget den 10 augusti 1808 vid byn Samelinlakso utanför Kauhajoki. Striden stod mellan svenska trupper ledda av major Carl von Otter och ryska trupper under befäl av överste Jagodin. Striden varade under ett par timmar, och resulterade i att de ryska trupperna drevs ut ur Kauhajoki.